# 施特森
施特森（德語：Stößen，發音：[ˈʃtøːsn̩] ⓘ）是德国萨克森-安哈尔特州布尔根兰县的城市，面积7.29平方千米，2023年12月31日人口为889人。